# Юлих-Берг
Герцогство Юлих-Берг или просто Юлих (нем. Jülich, нидерл. Hertogdom Gulik, фр. Duché de Juliers) — историческое государство со столицей в Юлихе, занимавшее оба берега реки Рур в долине Рейна и входившее в состав Священной Римской империи. Помимо Юлиха, в состав герцогства включались Дюрен, Альденхофен и Цюльпих. Восточнее лежали земли кёльнской архиепископии, западнее — свободный город Ахен и герцогство Лимбургское, к северу — Гельдерн.

## История
С XI века Юлих управлялся сначала одной, а с XIII века и второй династией графов, признававших своими сюзеренами герцогов Нижней Лотарингии. В XIII веке граф Юлихский становится непосредственным вассалом императора, в 1336 году получает титул маркграфа, а в 1356 году — герцога.
Благодаря удачному династическому браку к территории герцогства в 1421 году добавляется графство Берг (на его территории стоял Дюссельдорф). Кроме того, в XIV веке герцог Юлихский в силу династической унии являлся также и герцогом Гельдерна.
Со смертью в 1511 году герцога Вильгельма IV его владения, включая Юлих и Берг, переходят к зятю — герцогу Иоганну III Клевскому. В сердце Европы возникает стратегически расположенное герцогство Юлих-Клеве-Берг (зачастую называемое по старой памяти герцогством Клевским). В расчёте на богатое наследство на дочери Иоганна III Анне женился английский король Генрих VIII, однако герцогство перешло к внуку Иоганна III, Иоганну-Вильгельму.
Смерть в 1609 году бездетного герцога Иоганна-Вильгельма положила конец древнему Клевскому дому. Претензии на клевское наследство предъявили мужья его сестёр, курфюрст Бранденбурга и пфальцграф Нойбургский, а также более дальний родственник — курфюрст Саксонии. Разгорелась Война за клевское наследство. В 1614 году при посредничестве Франции и Англии был заключён мирный договор, разделивший бывшее герцогство между курфюрстом и пфальцграфом.
Во время Революционных войн (1794 год) герцогство Юлих оккупировали французы, включившие его в состав новообразованного департамента Рур. По решению Венского конгресса обе части герцогства (как бранденбургская, так и баварская) были переданы Пруссии, образовавшей на этой территории провинцию Юлих-Клеве-Берг, которая была в 1822 году преобразована в Рейнскую провинцию. Северные же округа Ситтард и Тегелен вошли в состав Нидерландов.